# Mayfair (película)
Mayfair es una película de drama y acción criminal de 2018 escrita por Neil McCarthy y dirigida por Sara Blecher. Es el cuarto proyecto como directora de Blecher y está ambientada en las afueras de Johannesburgo. Es una coproducción entre India y Sudáfrica y está protagonizada por Rajesh Gopie y Ronak Patani. Se estrenó en cines el 2 de noviembre de 2018 y recibió críticas positivas. La película también se proyectó en el 62 ° BFI London Film Festival y Africa in Motion Film Festival en octubre de 2018.

## Sinopsis
Zaid Randera (Ronak Patani) regresa a su hogar en Mayfair, Johannesburgo, donde su padre Aziz (Rajesh Gopie), un blanqueador de dinero, enfrenta amenazas de muerte por parte de sus acreedore. Zaid ha sido despedido de su trabajo y se encuentra viviendo bajo la sombra de su padre. Cuando una banda asesina amenaza el negocio familiar, Zaid se ve obligado a vivir la vida que esperaba dejar atrás.

## Elenco
- Rajesh Gopie como Aziz
- Ronak Patani como Zaid Randera
- Shahir Chundra como Parvez
- Jack Devnarain como Jalaal
- Kelly-Eve Koopman como Ameena
- Warren Masemola como Hasan
- Wayne Van Rooyen como Mahbeer